# نشانه‌های بهائی

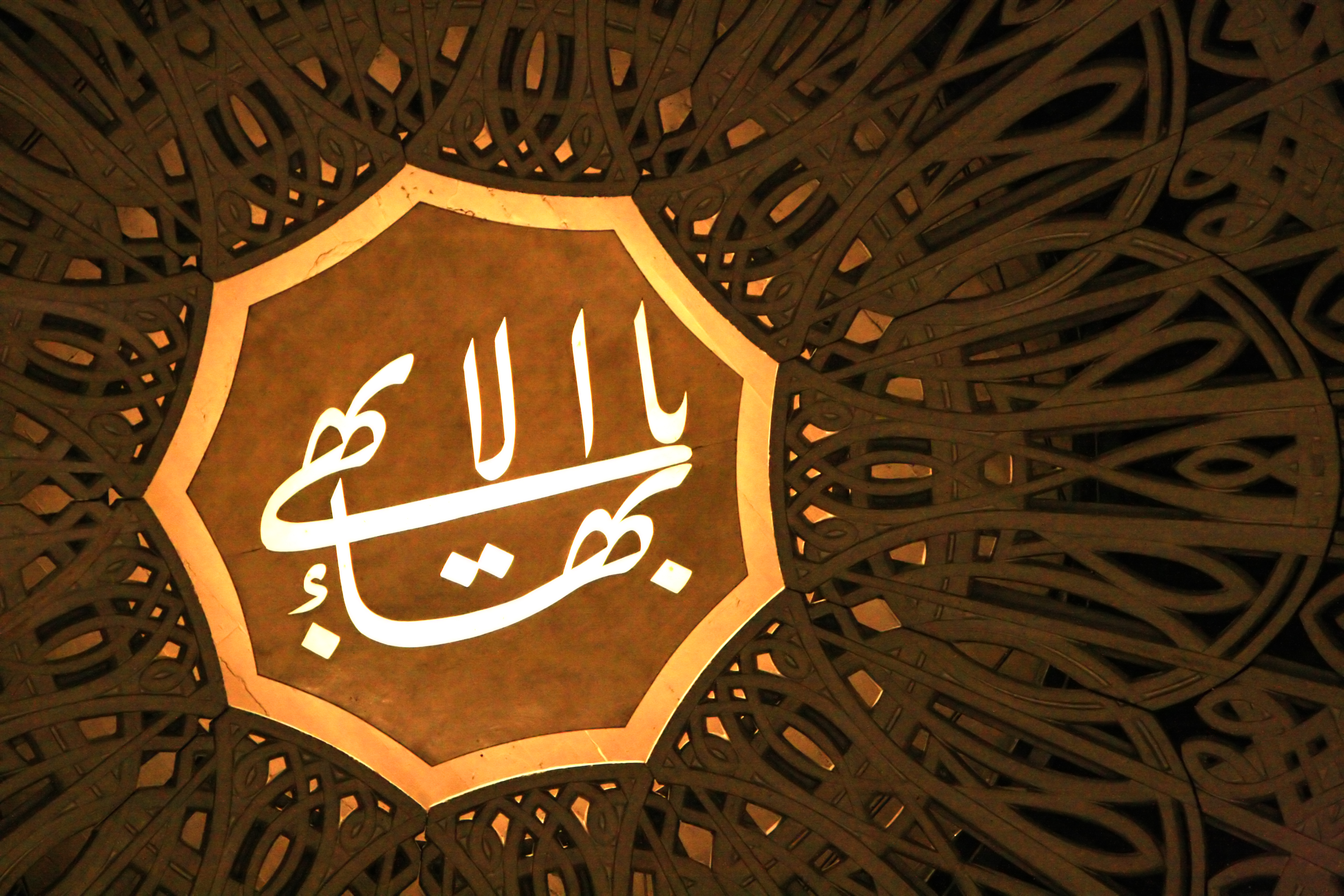
خوشنویسی اسم اعظم.

علامات و نشانه‌هائی که تعریف‌کننده مفاهیمی خاص در دیانت بهائی باشد، به عنوان نشانه‌های بهائی شناخته شده‌است، که از آن جمله می‌توان به ستاره ۵ پر و اسم اعظم که خود علامت‌هایی گوناگون دارد، اشاره کرد.

## ستاره ۵پر

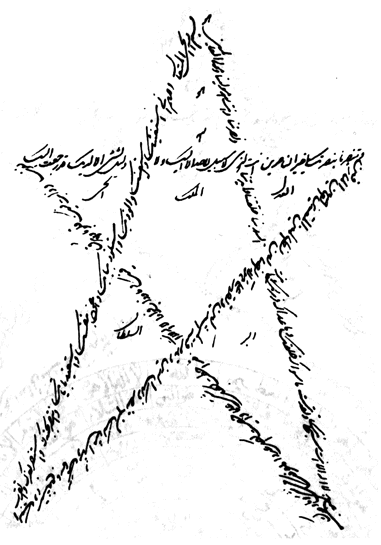
یکی از الواح به دستخط باب

شوقی افندی، ذکر کرده‌است که نشان و علامت دیانت بهائی، ستاره ۵ پر است. بر طبق حروف ابجد، باب برابر ۵ است و بهاء برابر ۹. عدد ۹ در آئین بهائی نماد وحدت و کمال است. از این رو ستاره ۹پر نیز به عنوان یکی از نشان‌های دیانت بهائی محسوب می‌شود.

## اسم اعظم
بهائیان کلمه اسم اعظم الهی را کلمه بهاء می‌دانند. بهاء به معنی شکوه، درخشندگی و نور است.
اسم اعظم نشان برجسته و علامتی از دیانت بهائی است. بنا به تعریف شوقی افندی، ولی امر بهائیان، اسامی بهاء، یابهاءالابهی، بهاءالله و نقش روی انگشتر، اسم اعظم هستند و به عنوان یکی از نشان‌های بهائی تعریف شده‌اند.
هم چنین او ذکر کرده‌است که اسم اعظم نام بهاءالله است و به این معناست که بهاءالله با اعظم اسامی خداوند ظاهر شده‌است. به بیان دیگر بهاءالله اعظم ظهور الهی است.
عبدالبهاء بهائیان را خاطر نشان می‌سازد که هنگام طلوع اولین چیزی که بر لبانشان بیاید باید «اسم اعظم» باشد همچنین در هنگام بروز هر مشکلی با گفتن آن قوت بگیرند و «اسم اعظم» باید آخرین کلامی باشد که در هنگام شب بر زبانشان می‌آید.
اسم اعظم، اسم آسایش، امنیت، سعادت، نور، عشق و وحدت است.

### یابهاءالابهی

یابهاءالابهی، اسم اعظم در دیانت بهائی

این ذکر مفهومی از دعا و استمداد دارد و به معنای «ای روشن‌ترین روشنائی‌ها» است. طرح اصلی یابهاءالابهی که در اغلب منازل بهائیان وجود دارد، از مشکین‌قلم، خطاط معروف بهائی بوده‌است.

### نقش روی انگشتر

نقش روی انگشتر

نقش(نماد) اسم اعظم که بر روی نگین انگشتر یا تابلو، دیده می‌شود، توسط عبدالبهاء طرح گردیده‌است. این طرح شامل سه خط افقی است که نشان دهنده عالم حق (عالم خداوند)، عالم امر (عالم پیامبران) و عالم خلق (عالم انسان) است. خط عمودی که این سه خط را قطع می‌کند نشاندهنده مظهر ظهور یا پیامبر است که عالم خداوند را به عالم انسان مرتبط می‌سازد. دو ستاره در اطراف نشان دهنده باب و بهاءالله هستند. چهار حرف «هـ» نشانگر بهاءالله و دو خطی که به شکل «ب» هستند، نشانگر باب می‌باشند.